# Gilford (Irlanda del Nord)
Gilford è un villaggio dell'Irlanda del Nord, situato nella contea di Down.